# Marie Bujnosovová-Rostovská
Marie Bujnosovová-Rostovská (rusky Мария Петровна Буйносова-Ростовская, † 1626) byla jako manželka ruského cara Vasilije IV. ruská carevna v letech 1608–1610.

## Život
Marie byla dcerou Petra Ivanoviče Bujnosova-Rostovského. Druhou manželkou Vasilije IV. se stala 17. ledna 1608 a porodila mu dvě dcery:
- carevna Anna Vasiljevna (nar. 1609 – zemřela v kojeneckém věku)
- carevna Anastasija Vasiljevna (nar. 1610 – zemřela v kojeneckém věku)

V roce 1610 byl její manžel zbaven trůnu a skončil jako zajatec v Polsku. Marie vstoupila do kláštera, kde přijala jméno Jelena.